# Bernedo
Bernedo ist eine spanische Gemeinde in der Provinz Álava (Autonome Gemeinschaft Baskenland) mit 546 Einwohnern (Stand: 2024).

## Geographie

### Umgebung
Die Gemeinde Bernedo liegt in der Comarca Montaña Alavesa, nördlich der Sierra de Cantabria, in den Tälern der Flüsse Ega und Ayuda. Ein Großteil des Izki-Naturparks liegt in Bernedo.

### Nachbargemeinden
|                                     | Vitoria-Gasteiz Elburgo/Burgelu Iruraiz-Gauna Alegría-Dulantzi |                                                 |
| Condado de Treviño (Provinz Burgos) | Kompassrose, die auf Nachbargemeinden zeigt                    | Arraia-Maeztu Campezo/Kanpezu Marañón (Navarra) |
|                                     | Kripan Lapoblación (Navarra)                                   |                                                 |

### Gliederung
Die Gemeinde besteht aus mehreren Orten, die Concejos bilden:
- Angostina
- Arluzea (spanisch Arlucea)
- Bernedo
- Markinez (spanisch Marquínez)
- Navarrete
- Okina (spanisch Oquina)
- Quintana
- San Román de Campezo/Durruma Kanpezu
- Urarte
- Urturi
- Villafría

Im Gemeindegebiet gibt es folgende Wüstungen:
- Berrozi (spanisch Berroci)
- Izartza (spanisch Izarza)

## Geschichte
Im Reja de San Millán (1025) wurden mehrere der Orte erwähnt, aus denen die Gemeinde Bernedo besteht. Innerhalb der alfoz de Rigo D’Ivita werden die Orte Uarte (Urarte), Marquina de Suso (derzeit eine Wüstung in Markinez), Carrelucea (Arluzea) und Marquina de Yuso (ein ehemaliger Ort, der möglicherweise zu Markinez gehört) erwähnt. Diese Gemeinden liegen zusammen mit vielen anderen, die heute zu Condado de Treviño und Peñacerrada-Urizaharra gehören, im Einzugsgebiet des Flusses Ayuda.
Als Teil der Alfoz de Harrahia werden die Städte Oquina, Izarza und Berrozihavi (Berrozi) erwähnt, die heute zur Gemeinde Arraia-Maeztu gehören.

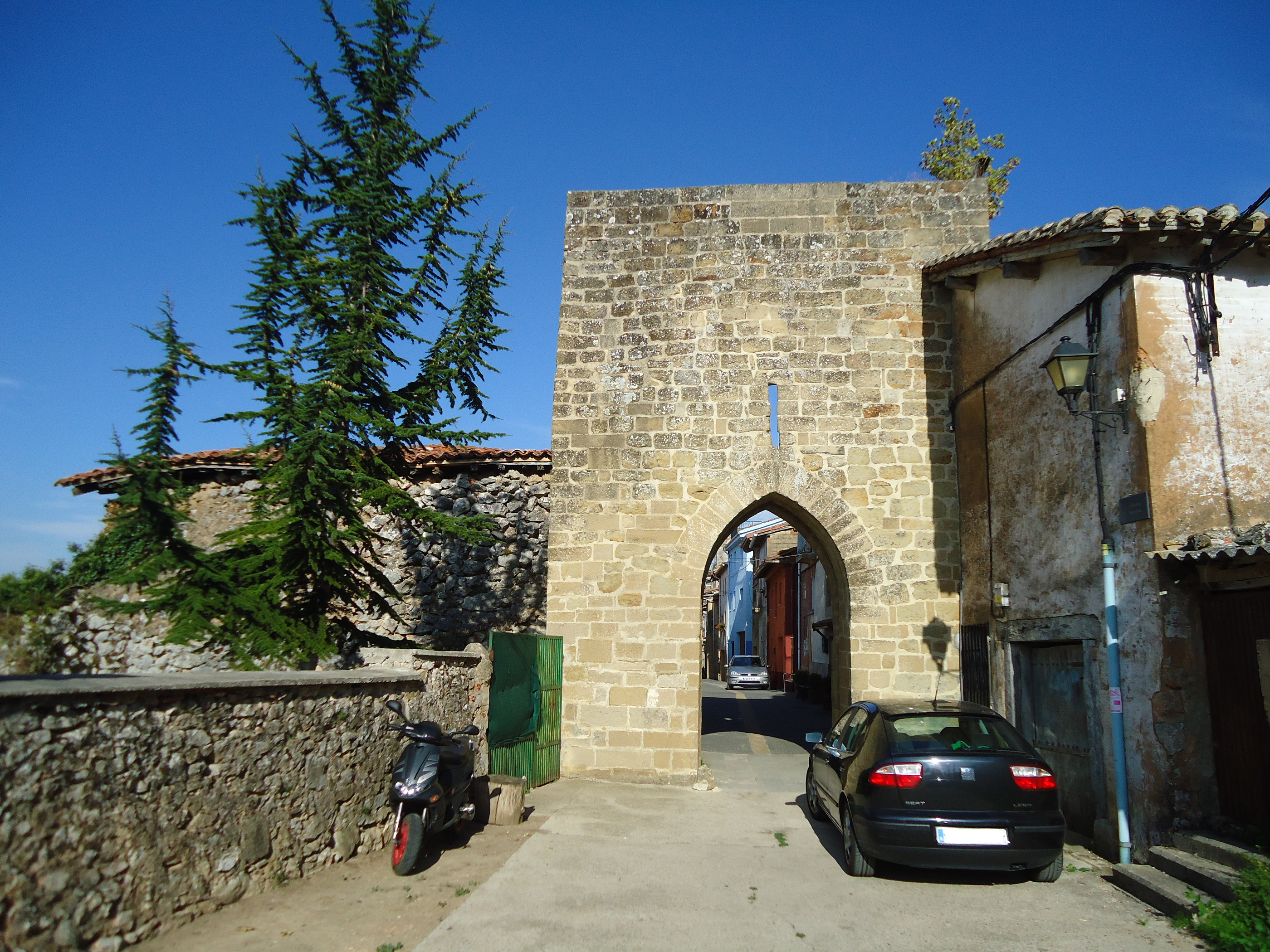
Blick auf ein Tor der Stadtmauer von Bernedo

Bernedos Name tauchte bereits 1025 in den Dokumenten des „Grid“ von San Millán de la Cogolla auf. Im Mittelalter war es ein ummauerter Festungsplatz mit einer Burg und einem mandelförmigen Turm. Sancho VI., König des Königreichs Navarra, ernannte Bernedo 1182 zur Stadt. Drei Jahrhunderte lang war es Teil des Königreichs Navarra.
1476 ging die Stadt an das Königreich Kastilien über und die Katholischen Könige gliederten es 1490 in die Stadt Vitoria-Gasteiz ein. Bernedo war die letzte Stadt, die Álava einverleibt wurde. Es gehörte der Herrschaft von Vitoria-Gasteiz als öffentliche Einrichtung.

### San Román de Campezo/Durruma Kanpezu
San Román de Campezo wurde erstmals in einer Schenkungsurkunde 1062 erwähnt. Es wird auch im Fuero von Antoñana (1182) erwähnt, zu dessen Gerichtsbarkeit es jahrhundertelang gehörte. 1200 ging es an das Königreich Kastilien über. Bis Mitte des 19. Jahrhunderts war es ein Dorf in der Gerichtsbarkeit von Antoñana und gehörte ab Ende des 14. Jahrhunderts der Herrschaft des Haus Rojas an, das später an das Haus Mendoza, einen Zweig des Hauses Orgaz, überging.
1710, während des Spanischen Erbfolgekriegs, wurde die südlich von San Román de Campezo gelegene Nachbarstadt Retuerto entvölkert und ihre Einwohner zogen nach San Román de Campezo. Die Ankunft der Einwohner von Retuerto führte zu einem Wachstum der Stadt, da sie erweitert wurde, um die neuen Einwohner aufzunehmen.
Mit den Gemeindereformen des 19. Jahrhunderts trennte sich San Román de Campezo von Antoñana und wurde eine konstitutionelle Gemeinde. 1930 wurden die Asphaltminen von der Firma Asfaltos Naturales de Campezo ausgebeutet.

### Quintana
Quintana wurde zum ersten Mal in einer Urkunde 1257 erwähnt. Sie gehörte zu den Ländereien der Grafen von Salinas. Im 16. Jahrhundert wurde Markinez zusammen mit Quintana und Urturi an Bischof Diego de Álava y Esquivel verkauft. Sie blieben bis ins 18. Jahrhundert unter der Herrschaft des Hauses Álava. Sie kauften sich vom Besitz frei, indem sie Gaspar de Álava y Aranguren den Betrag zahlten, für den Bischof Diego die Herrschaft erworben hatte.

### Gemeindeeingliederungen
Im Laufe der Geschichte haben sich mehrere Städte in der Umgebung der Gemeinde Bernedo angeschlossen. Navarrete war bereits 1556 ein Dorf, das Bernedo gehörte. San Román de Campezo und Quintana kamen 1965 Markinez, Arluzea, Berrozi, Okina sowie Izartza 1976 zur Gemeinde.
Die Stadt Berrozi ist eine Wüstung und seit den 1980er-Jahren Hauptquartier und Ausbildungsplatz der Spezialeinheiten der Ertzaintza, die deshalb auch Berrozis genannt werden.

### Bevölkerungsentwicklung
Am 1. Januar 2010 betrug die Einwohnerzahl der Gemeinde 575 Einwohner, davon 326 Männer und 249 Frauen.
Folgend die Einwohnerzahl je Ort:
| Ort                                   | Einwohner (2010) | Männer | Frauen |
| ------------------------------------- | ---------------- | ------ | ------ |
| Bernedo                               | 201              | 112    | 89     |
| Angostina                             | 15               | 8      | 7      |
| Arluzea                               | 33               | 17     | 16     |
| Berrozi                               | 0                | 0      | 0      |
| Izartza                               | 1                | 1      | 0      |
| Markinez                              | 71               | 43     | 28     |
| Navarrete                             | 46               | 26     | 20     |
| Okina                                 | 21               | 12     | 9      |
| Quintana                              | 25               | 13     | 12     |
| San Román de Campezo/ Durruma Kanpezu | 27               | 18     | 9      |
| Urarte                                | 35               | 18     | 17     |
| Urturi                                | 76               | 45     | 31     |
| Villafría                             | 24               | 13     | 11     |

## Politik

### Wahlergebnisse
| Politische Partei                                            | 2015                | 2015                      | 2011                | 2011                      | 2007                | 2007                      | 2003                | 2003                      | 1999                | 1999                      | 1995                | 1995                      |
| Politische Partei                                            | Prozent der Stimmen | Mitglieder im Gemeinderat | Prozent der Stimmen | Mitglieder im Gemeinderat | Prozent der Stimmen | Mitglieder im Gemeinderat | Prozent der Stimmen | Mitglieder im Gemeinderat | Prozent der Stimmen | Mitglieder im Gemeinderat | Prozent der Stimmen | Mitglieder im Gemeinderat |
| Eusko Alderdi Jeltzalea-Partido Nacionalista Vasco (EAJ-PNV) | 46,47               | 4                         | 62,93               | 5                         | 54,04               | 5                         | 54,00               | 4                         | 42,77               | 3                         | 55,84               | 4                         |
| EH Bildu / Bildu                                             | 17,84               | 1                         | -                   | -                         | -                   | -                         | -                   | -                         | -                   | -                         | -                   | -                         |
| Asamblea Vecinal Bernedo Bizirik (AVBB)                      | 17,43               | 1                         | -                   | -                         | -                   | -                         | -                   | -                         | -                   | -                         | -                   | -                         |
| Partido Popular (PP)                                         | 15,35               | 1                         | 26,29               | 2                         | 27,57               | 2                         | 38,00               | 3                         | 38,86               | 3                         | 25,32               | 2                         |
| Partido Socialista de Euskadi-Euskadiko Ezkerra (PSE-EE)     | -                   | -                         | 5,17                | 0                         | 9,19                | 0                         | 4,67                | 0                         | -                   | -                         | -                   | -                         |
| Ezker Batua-Berdeak (EB-B)                                   | -                   | -                         | -                   | -                         | 7,35                | 0                         | -                   | -                         | -                   | -                         | -                   | -                         |
| Unidad Alavesa (UA)                                          | -                   | -                         | -                   | -                         | -                   | -                         | 0,00                | 0                         | 4,82                | 0                         | 16,56               | 1                         |
| Euskal Herritarrok (EH)                                      | -                   | -                         | -                   | -                         | -                   | -                         | -                   | -                         | 12,05               | 1                         | -                   | -                         |

## Sehenswürdigkeiten
- Einsiedelei von San Juan. Einsiedelei romanischer Architektur in Marquínez. Bien de Interés Cultural seit 1984.